# コマンドマガジン日本版
コマンドマガジン日本版は、国際通信社が発行するゲーム雑誌。隔月刊で、主としてアナログゲームとしてのウォーゲームを扱う。1994年12月創刊。
アメリカ合衆国のXTR社が発行していた「Command Magazine」（1989年創刊、2001年廃刊）を本家とし、その形式をなぞっている。本家がそうであったように、毎号付録としてウォーゲームが付属する（打ち抜きカウンターシートと紙製マップの挟み込み）。価格は付録のゲームを含めて3,780円（消費税込み）である。
2007年5月現在、日本のウォー・シミュレーションゲーム専門誌としては、一般書店で入手可能な唯一のもの。書店発売は星雲社扱い。ホビーショップなどでも取り扱いがある。
国際通信社は2022年11月31日に独立して、株式会社IEDに名前を改めた。

## Command Magazine
本誌。隔月刊行、付録ゲーム（カウンター含む）付。
| 発行年 | 号数    | 特集                                     | 付録ゲーム                                                                                      |
| ------ | ------- | ---------------------------------------- | ----------------------------------------------------------------------------------------------- |
| 1995年 | 第01号  | アジアの戦争                             | When Tigers Fight(XTR)                                                                          |
| 1995年 | 第02号  | 大日本帝国の終焉                         | Samurai Sunset(XTR)                                                                             |
| 1995年 | 第03号  | ヒトラー最後の戦い                       | Berlin'45(XTR)                                                                                  |
| 1995年 | 第04号  | ターニング・ポイント：ミッドウェイ       | Victory at Midway(XTR)                                                                          |
| 1995年 | 第05号  | ビクトリー・イン・ノルマンディ           | Victory in Normandy(XTR)                                                                        |
| 1995年 | 第06号  | 日露戦争：旅順攻略                       | Port Arthur(XTR)                                                                                |
| 1996年 | 第07号  | 電撃戦1941                               | Blitzkrieg1941(XTR)                                                                             |
| 1996年 | 第08号  | 西部戦線 1918                            | 1918: Storm in the West(XTR)                                                                    |
| 1996年 | 第09号  | スターリングラード攻略戦                 | Subrise of Victory(XTR)                                                                         |
| 1996年 | 第10号  | 日本機動部隊の軌跡                       | 日本機動部隊（エポック）                                                                        |
| 1996年 | 第11号  | クルスク大戦車戦                         | Bloodbath at Kursk(XTR)                                                                         |
| 1996年 | 第12号  | インド洋侵攻作戦                         | White Ensign / Rising Sun                                                                       |
| 1997年 | 第13号  | ブダペスト・1945                         | Budapest1945(XTR)                                                                               |
| 1997年 | 第14号  | 東部戦線 1943年                          | Ring of Fire(Moments in History)                                                                |
| 1997年 | 第15号  | ロンメル神話                             | Rommel at Gazala(XTR)                                                                           |
| 1997年 | 第16号  | 奉天会戦                                 | 奉天会戦（オリジナル）                                                                          |
| 1997年 | 第17号  | 第48装甲軍団の死闘                       | 48th Panzer Corps（パシフィック・リム）                                                         |
| 1997年 | 第18号  | バルカン電撃侵攻戦                       | Balkans'41(DG)                                                                                  |
| 1998年 | 第19号  | 栄光なきドイツ艦隊                       | 戦艦ビスマルクを撃沈せよ(3W)                                                                    |
| 1998年 | 第20号  | ガダルカナルの戦い                       | Bloody October                                                                                  |
| 1998年 | 第21号  | 鷲たちの黄昏                             | When Eagles Fight(XTR)                                                                          |
| 1998年 | 第22号  | イスラエル独立の戦い                     | The First Arab-Israeli War(DG)                                                                  |
| 1998年 | 第23号  | バルジ大作戦                             | バルジ大作戦（エポック）                                                                        |
| 1998年 | 第24号  | 仁川上陸作戦                             | Inchon: MacArthur's Gambit(XTR)                                                                 |
| 1999年 | 第25号  | 北欧侵攻作戦                             | Strike North(XTR)                                                                               |
| 1999年 | 第26号  | ヒトラー帝国の盛衰                       | ヒトラー帝国の盛衰（翔企画）                                                                    |
| 1999年 | 第27号  | イタリア陸軍                             | Lion of Ethiopia(XTR)                                                                           |
| 1999年 | 第28号  | 米本土日独決戦                           | Mississippi Banzai(XTR)                                                                         |
| 1999年 | 第29号  | ゲティスバーグ会戦                       | Lee's Greatest Gamble(XTR)/Moscow Option(XTR)                                                   |
| 1999年 | 第30号  | 栄光の終焉 西部戦線1914                  | 1914: The Glory's End(XTR)                                                                      |
| 2000年 | 第31号  | アフリカン・キャンペーン                 | The African Campaign（ジェドコ）                                                                |
| 2000年 | 第32号  | 大西洋の戦い                             | Victory at Sea（ジェドコ）                                                                      |
| 2000年 | 第33号  | ドイツ装甲軍団 東へ                      | The Russian Campaign2（ジェドコ）                                                               |
| 2000年 | 第34号  | 死闘！北方軍集団                         | Drive to the Baltic!（モメンツ・イン・ヒストリー）/グルンヴァルト1410(XTR)                      |
| 2000年 | 第35号  | フォートレス・ヨーロッパ                 | Fortress Europe（ジェドコ）                                                                     |
| 2000年 | 第36号  | 信玄最後の戦い                           | 信玄最後の戦い（オリジナル）                                                                    |
| 2001年 | 第37号  | 戦火のヨーロッパ                         | Europe at War（ジェドコ）                                                                       |
| 2001年 | 第38号  | 奇妙な戦争1940                           | 1940(GDW)/Alma(GDW)                                                                             |
| 2001年 | 第39号  | ベルリン総進撃                           | ベルリン総進撃（オリジナル）                                                                    |
| 2001年 | 第40号  | 日露戦争                                 | 日露戦争（エポック）                                                                            |
| 2001年 | 第41号  | ロイヤルネイビー                         | Royal Navy（Quaterdeck）                                                                        |
| 2001年 | 第42号  | バトル・フォー・チャイナ                 | Battle for China                                                                                |
| 2002年 | 第43号  | スパルタクスの反乱                       | I am Spartacus(XTR)/戦艦の戦いLite                                                              |
| 2002年 | 第44号  | 沖縄                                     | Okinawa(3W)                                                                                     |
| 2002年 | 第45号  | 120シリーズ・リスペクト                  | 1941(GDW)/ロボジッツ(GDW)                                                                       |
| 2002年 | 第46号  | 西部戦線1944                             | D-DAY（翔企画）/バルジの戦い（翔企画）                                                          |
| 2002年 | 第47号  | ドイツ戦車軍団                           | ドイツ戦車軍団（エポック）                                                                      |
| 2002年 | 第48号  | ノルマンディ大突破                       | Decision in France（リノ）                                                                      |
| 2003年 | 第49号  | ウクライナ大機動戦                       | The Tigers are Burning(3W)/Back to Iraq, 2nd Edition(XTR)                                       |
| 2003年 | 第50号  | 征途                                     | 北海道戦争（オリジナル）/オデッサ攻防戦                                                         |
| 2003年 | 第51号  | 壮烈！水雷戦隊                           | デストロイヤー・キャプテン（Quaterdeck）                                                        |
| 2003年 | 第52号  | 窮地のフランス                           | 赤い夕陽のナポレオン/ダイナモ作戦                                                               |
| 2003年 | 第53号  | 砂漠の第8軍                              | 8th Army:Operation Crusader(GDW)                                                                |
| 2003年 | 第54号  | 決戦！関ヶ原                             | 決戦！関ヶ原                                                                                    |
| 2004年 | 第55号  | 日露大戦争                               | ポート・アーサー(GDW)                                                                           |
| 2004年 | 第56号  | 第2次ハリコフ戦                          | Turning the Tables（モメンツ・イン・ヒストリー）                                                |
| 2004年 | 第57号  | 日独電撃戦                               | 独ソ電撃戦/1942(GDW)                                                                            |
| 2004年 | 第58号  | 動乱の朝鮮半島                           | Korea'95（パシフィック・リム）                                                                  |
| 2004年 | 第59号  | 南北戦争                                 | アンティータムの戦い(XTR)                                                                       |
| 2004年 | 第60号  | ウクライナの戦い                         | ウクライナ'43(GMT)                                                                              |
| 2005年 | 第61号  | ワーテルローの戦い                       | ウーグモン館攻防戦(XTR)/河井継之助 最後の賭け                                                   |
| 2005年 | 第62号  | アルデンヌの戦い                         | Tigers in the Mist(GMT)                                                                         |
| 2005年 | 第63号  | 忘れられた極北の戦線                     | Murmansk'41(GMT)                                                                                |
| 2005年 | 第64号  | D-day to Rhine                           | Onslaught(SPI/TSR)                                                                              |
| 2005年 | 第65号  | 第4次中東戦争                            | Yom Kippur：第4次中東戦争（ゲーマーズ）                                                         |
| 2005年 | 第66号  | スターリングラード                       | ATS :Basic Game2 Streets of Stalingrad                                                          |
| 2006年 | 第67号  | 古代帝国の興亡                           | カデシュの戦い(XTR)                                                                             |
| 2006年 | 第68号  | シチリア侵攻作戦                         | シチリア侵攻作戦(GMT)                                                                           |
| 2006年 | 第69号  | 戦国時代を問う                           | 真本信長公記/文禄の役                                                                           |
| 2006年 | 第70号  | シミュレーション・ゲーム批判序説2006     | ウクライナ'44                                                                                   |
| 2006年 | 第71号  | 原点回帰のシミュレーションゲーム         | フィールド・マーシャル (Jedko Games)                                                            |
| 2006年 | 第72号  | バンダイが後世に残したもの               | 第一次世界大戦/SS第三帝国                                                                       |
| 2007年 | 第73号  | 普仏戦争                                 | セダン・キャンペーン                                                                            |
| 2007年 | 第74号  | ゲームデザイナーへの道                   | スモレンスク攻防戦（オリジナル）/マーケットガーデン作戦（オリジナル）                           |
| 2007年 | 第75号  | 東海遊侠伝 次郎長三国志                  | モスクワ電撃戦/次郎長三国志/Across the Dnepr                                                    |
| 2007年 | 第76号  | ヴェリキエ・ルキ攻防戦                   | ヴェリキエ・ルキ攻防戦（モメンツ・イン・ヒストリー）                                            |
| 2007年 | 第77号  | シンガポール陥落                         | シンガポール陥落（オリジナル）                                                                  |
| 2007年 | 第78号  | 関ヶ原を越えて                           | 天下強奪〜関ヶ原を越えて〜（オリジナル）                                                        |
| 2008年 | 第79号  | チンギス・カン                           | テムジンの戦い/成吉思征西記/ベルリン市街戦                                                      |
| 2008年 | 第80号  | ヒトラー電撃戦                           | ヒトラー電撃戦(Blitzwar, Ludig)                                                                 |
| 2008年 | 第81号  | メッツの死闘：パットン第3軍              | パットン第3軍(SPI)                                                                              |
| 2008年 | 第82号  | 第二戦線を開け!!                         | Second Front Now/張鼓峰1938                                                                     |
| 2008年 | 第83号  | 『ブルー&グレー』                        | ブルー&グレー(SPI/TSR)                                                                          |
| 2008年 | 第84号  | モスクワ攻略 タイフーン作戦              | モスクワ'41（オリジナル）                                                                       |
| 2009年 | 第85号  | ゲームで見る赤軍史                       | レッド・タイフーン（オリジナル）                                                                |
| 2009年 | 第86号  | 本質の表現者 ロン・ベル                  | モンスの戦い                                                                                    |
| 2009年 | 第87号  | バルバロッサ 独ソ戦1941-45               | バルバロッサ：独ソ戦1941-45                                                                     |
| 2009年 | 第88号  | 北の海の戦い                             | アリューシャン・キャンペーン(Shutze Games)/北緯73度                                             |
| 2009年 | 第89号  | 付録ゲームになった120シリーズ総覧        | ベダフォム(GDW)/プラハの戦い(GDW)                                                               |
| 2009年 | 第90号  | The Solomons Campaign ソロモン戦役       | ソロモンズ・キャンペーン(SPI)                                                                   |
| 2010年 | 第91号  | チュニジアの戦い                         | “ブラッディ・カセリーヌ”&“レース・フォー・チュニス”(GDW)                                        |
| 2010年 | 第92号  | その時、中国が動いた                     | レッド・ドラゴン・ライジング（S&T 250）                                                         |
| 2010年 | 第93号  | ドライブ・オン・クルスク                 | ドライブ・オン・クルスク（S&T 253）                                                             |
| 2010年 | 第94号  | ゲームで読み解くビルマ戦役               | ビルマ電撃戦（オリジナル）/フライング・タイガース（オリジナル）                                 |
| 2010年 | 第95号  | ダニー・ホルトとノルマンディ戦ゲーム     | JUNE - AUGUST '44: The Struggle for Normandy                                                    |
| 2010年 | 第96号  | ホワイト・デス：ヴェリキエ・ルーキの戦い | ホワイト・デス(GDW)                                                                             |
| 2011年 | 第97号  | コルスン包囲戦                           | コルスンの戦い                                                                                  |
| 2011年 | 第98号  | 運命の9月                                | ダガー・スラスツ（S&T 233）                                                                     |
| 2011年 | 第99号  | アイアン・ドリーム                       | アイアン・ドリーム(XTR)                                                                         |
| 2011年 | 第100号 | ハンガリー戦役1944-45                    | ハンガリー戦役1944-45(Vae Victis#78,2008)                                                       |
| 2011年 | 第101号 | 第三帝国の興亡                           | 第三帝国の興亡                                                                                  |
| 2011年 | 第102号 | 日独本土決戦 西と東の末期戦              | 『Battle for Germany』(S&T#50,1975)『Race to Tokyo: Battle for Japan,1946』                     |
| 2012年 | 第103号 | 1940年のバルバロッサ                     | 『1940: What If？』(World at War#12)                                                            |
| 2012年 | 第104号 | 日本三大奇襲と河越合戦                   | 『河越合戦 北条氏康の賭け』／『厳島の戦い』                                                     |
| 2012年 | 第105号 | フォークランド決戦                       | 『フォークランド・ショウダウン』(S&T#269,2011)                                                  |
| 2012年 | 第106号 | ノルマンディの戦い                       | 『コブラ作戦』(S&T#251,2008)                                                                    |
| 2012年 | 第107号 | 珊瑚海戦1942                             | 『珊瑚海海戦ソリテア』(World at War#10,2010)                                                    |
| 2012年 | 第108号 | ノモンハン事件                           | 『ノモンハン1939』／『東部戦線ヴァリアント：ノモンハン事件』                                    |
| 2013年 | 第109号 | ルントシュテットと東部戦線               | 『ルントシュテットの戦い』／『オデッサ攻防戦』                                                  |
| 2013年 | 第110号 | 今ここにある危機                         | 『クライシスナウ：尖閣ショウダウン』（オリジナル）                                              |
| 2013年 | 第111号 | 常徳殲滅作戦                             | 『常徳殲滅作戦』（オリジナル）                                                                  |
| 2013年 | 第112号 | ナルヴァの戦い                           | 『激闘、ナルヴァ軍集団』(Three Crown Games,2012)                                                |
| 2013年 | 第113号 | ゲティスバーグ会戦ゲーム55年史           | 『アンティータムの戦い&ゲティスバーグ会戦』(DDH Games,2010,2012)                                |
| 2013年 | 第114号 | 決戦！南太平洋                           | 『珊瑚海キャンペーン』(Belica Third generation, 2010)                                           |
| 2014年 | 第115号 | マーケットガーデン作戦                   | 『オペレーションマーケットガーデン』(GDW, 1985)                                                 |
| 2014年 | 第116号 | タンネンベルクと包囲戦                   | 『タンネンベルク会戦 １９１４』（Three Crown Games,2011）                                       |
| 2014年 | 第117号 | レニングラード包囲戦                     | 『レニングラード包囲戦』(Jagdpanther pub.,1976)                                                 |
| 2014年 | 第118号 | 大陸打通作戦：河南作戦                   | 『帝国戦車師団：大陸打通作戦』（オリジナル）                                                    |
| 2014年 | 第119号 | 国内戦役とナポレオン                     | 『国内戦役：１８１４』／『皇帝ナポレオン』(翔企画,1989)                                         |
| 2014年 | 第120号 | ソ連機械化軍団の反撃                     | 『ドゥブノ大戦車戦』（オリジナル）／『バルジ大作戦』（エポック,1985）                           |
| 2015年 | 第121号 | 砂漠の機動戦                             | 『バトルアクス作戦』（Revolution games,2013）／『ガザラの戦い』（Revolution games,2013）        |
| 2015年 | 第122号 | ワーテルローの戦い                       | 『１８１５：ワーテルロー戦役』（GDW,1975）                                                      |
| 2015年 | 第123号 | ベルリンの戦い：第三帝国の最期           | 『第三帝国最後の戦い』（オリジナル）                                                            |
| 2015年 | 第124号 | 日本陸軍最後の攻勢                       | 『芷江作戦』（オリジナル）                                                                      |
| 2015年 | 第125号 | 雪中に消えた大陸軍                       | 『ロシア戦役』（Europa Simulazioni,2014）                                                       |
| 2015年 | 第126号 | 第２対第２ 名門師団セルの死闘            | 『セルの死闘』（Revolution Games,2012）                                                         |
| 2016年 | 第127号 | マリアンヌが稲妻に撃たれる時             | 『フランス '40』（GMT Games,2013）                                                              |
| 2016年 | 第128号 | 自由！ それとも死か                      | 『アメリカ独立戦争』（S&T#270,2011）                                                            |
| 2016年 | 第129号 | 鋼鉄の巨人、相撃つ                       | 『クラッシュ・オブ・タイタンズ』（MiH,1998）                                                    |
| 2016年 | 第130号 | 第一次世界大戦                           | 『ワールドウォー１』(S&T#294,2015)                                                              |
| 2016年 | 第131号 | 泥の海の攻防                             | 『モジャイスクの戦い』（GMT Games,2013）                                                        |
| 2016年 | 第132号 | 後手からの一撃                           | 『マンシュタインの切り札』（オリジナル）                                                        |
| 2017年 | 第133号 | 西部戦線の終焉                           | 『グレネード作戦』（SPI,1981）                                                                  |
| 2017年 | 第134号 | バルバロッサ作戦、発動                   | 『バトルフォーロシア』（オリジナル）                                                            |
| 2017年 | 第135号 | 九日間の奇跡                             | 『ダイナモ作戦』（GMT,2013）                                                                    |
| 2017年 | 第136号 | 北の稲妻                                 | 『ストライクノース』（Quarterdeck Games,2017）                                                  |
| 2017年 | 第137号 | 決戦！慶長出羽合戦                       | 『慶長出羽合戦』（オリジナル）                                                                  |
| 2017年 | 第138号 | モスクワ前面の戦い                       | 『ムツェンスクの戦い』（GMT Games,2013）                                                        |
| 2018年 | 第139号 | ソ蓮のアフガニスタン侵攻                 | 『オルグン攻囲戦』（Revolution Games,2015）                                                     |
| 2018年 | 第140号 | １００年後に歴史は覆るのか？             | 『皇帝の戦争』（Decision Games,2010）                                                           |
| 2018年 | 第141号 | ノルマンディー戦役                       | 『ノルマンディーの切り札』（オリジナル）                                                        |
| 2018年 | 第142号 | 日本の降伏                               | 『嵐の8月 満州1945』（オリジナル）                                                              |
| 2018年 | 第143号 | 無限の４８キロ                           | 『第6軍を救出せよ！』（オリジナル）                                                             |
| 2018年 | 第144号 | 小牧長久手合戦                           | 『長久手の戦い』（Hexasim,2016）                                                                |
| 2019年 | 第145号 | 南北戦争                                 | 『戦略級 南北戦争』(S&T#310,2018)                                                               |
| 2019年 | 第146号 | 官渡戦役                                 | 『官渡戦役』The Battle of Guandu（オリジナル）                                                  |
| 2019年 | 第147号 | 大切なのは計画ではない立案である         | 『アイゼンハワーの戦争』(WaW#60,2018)                                                           |
| 2019年 | 第148号 | ロンメル、東へ                           | 『アフリカ軍団、1941-42』(WaW#11,2012)                                                          |
| 2019年 | 第149号 | 決戦、天王山                             | 『山崎の戦い』(Hexasim,2016)                                                                    |
| 2019年 | 第150号 | 冬戦争                                   | 『冬戦争 RED WINTER』（GMT,2012）                                                               |
| 2020年 | 第151号 | 勝利の帰還                               | 『勝利の帰還 TRIUMPHANT RETURN』（MIH,1998）                                                    |
| 2020年 | 第152号 | 三国戦記                                 | 『三国戦記 Records of Three Kingdoms 190-280』（Formosa Games,2018）                            |
| 2020年 | 第153号 | 耳川の戦い                               | 『耳川の戦い The Battle of MIMIGAWA 1578』                                                      |
| 2020年 | 第154号 | コーカサスキャンペーン                   | 『コーカサスキャンペーン The Caucasus Campaign』 (GMT games)                                    |
| 2020年 | 第155号 | 伊江島1945                               | 『伊江島 1945 Last Battle: IE SHIMA,1945』 (revolution games)                                   |
| 2020年 | 第156号 | Escape to nowhere                        | 『ESCAPE TO NOWHERE（エスケープ・トゥ・ノーウェア）: Army Group South, Dec. 1943 － Apr. 1944』 |
| 2021年 | 第157号 | 第６艦隊                                 | 『第6艦隊 SIXTH FLEET』 (DG,2019)                                                               |
| 2021年 | 第158号 | 砂漠の狐                                 | 『砂漠の狐 Desert Fox: Tobruk'41』（エポック）                                                  |
| 2021年 | 第159号 | 関ケ原                                   | 『関ヶ原 Sekigahara 1600』 （HEXASIM）                                                          |
| 2021年 | 第160号 | バトルオブブリテン                       | 『バトル・オブ・ブリテン THE HARDEST DAYS』 （decision games）                                  |
| 2021年 | 第161号 | コレヒドール１９４５                     | 『コレヒドール1945 RETURN TO THE ROCK』                                                         |
| 2021年 | 第162号 | 群雄割拠：三国志                         | 『群雄割拠：三国志 A Story of the Three Kingdoms』                                              |
| 2022年 | 第163号 | 奉天                                     | 『奉天 MUKDEN』                                                                                 |
| 2022年 | 第164号 | 上海事変1937                             | 『上海事変1937 Shanghai-Nanking Campaign 1937』                                                 |
| 2022年 | 第165号 | ギリシャ内戦                             | 『ギリシャ内戦 The Greek Civil War 1947-49』                                                    |
| 2022年 | 第166号 | マレンゴの戦い                           | 『マレンゴの戦い Napoleon in Itaiy, 14 June 1800』                                              |
| 2022年 | 第167号 | SMS エムデン                             | 『SMS エムデン SMS EMDEN』                                                                      |
| 2022年 | 第168号 | 明日なき世界                             | 『明日なき世界 Tomorrow the World 2』                                                           |
| 2023年 | 第169号 | イエナ・アウエルシュタットの戦い         | 『イエナ・アウエルシュタットの戦い』                                                            |
| 2023年 | 第170号 | グラーフ・シュペー号の戦い               | 『グラーフ・シュペー号の戦い』                                                                  |
| 2023年 | 第171号 | バトル・フォー・クルスク                 | 『バトル・フォー・クルスク』                                                                    |
| 2023年 | 第172号 | ワグラムの戦い                           | 『ワグラムの戦い The Peace of Vienna, 5-6 July 1809』                                           |
| 2023年 | 第173号 | 群燕〈ぐんえん〉のルフトヴァッフェ       | 『群燕〈ぐんえん〉のルフトヴァッフェ Goering’s Jets』                                           |
| 2023年 | 第174号 | 永禄辛酉 川中島合戦                      | 『永禄辛酉 川中島合戦 The Battle of Kawanakajima 1561』                                         |
| 2024年 | 第175号 | 諸国民の戦い                             | 『諸国民の戦い The Encirclement at Leipzig, 16-19 October 1813』                                |
| 2024年 | 第176号 | 『ヒトラー暗殺計画』\|                   |                                                                                                 |
| 2024年 | 第177号 | 『ヴュルツブルク』\|                     |                                                                                                 |
| 2024年 | 第178号 |                                          |                                                                                                 |
| 2024年 | 第179号 |                                          |                                                                                                 |
| 2024年 | 第180号 |                                          |                                                                                                 |

## Japan Wargame Classics
◆第1弾『日本機動部隊』
エポック／コマンドマガジン日本版第10号の『日本機動部隊』の再版
発売日：2009年8月
◆第2弾『日露戦争』
エポック／コマンドマガジン日本版第40号の『日露戦争』の再版
発売日：2009年11月
◆第3弾『ドイツ戦車軍団』
エポック／コマンドマガジン日本版第47号の『ドイツ戦車軍団』の再版。オリジナル・ゲーム「コンパス作戦」が追加
収録ゲーム：「エル・アラメイン」「ダンケルク」「ハリコフ攻防戦」「コンパス作戦」
発売日：2013年3月
◆第4弾『バルジ大作戦』
エポック／コマンドマガジン日本版第23号の『バルジ大作戦』の再版。
発売日：2014年秋
◆第5弾『マレー電撃戦』
1984年にエポック社から発売された作戦級ウォーゲーム『マレー電撃戦』の再販。
発売日：2018年秋

## Command Best
◆第1号『大西洋戦争（Victory at Sea）』
（コマンドマガジン第32号掲載）の再版。作戦研究記事収録。
War at Sea,（AH社）を改良したゲーム、第二次世界大戦における大西洋の戦いのゲーム。
セミハード・マップ／A2（ハーフマップ）1枚* カウンターシート／1枚（148個） * ルールブック／12ページ
◆第2号『ヒトラー帝国の興亡』
翔企画のSSシリーズとして発売され次いで『コマンド・マガジン日本版』の付録ゲームとして発売されたものの再版、第二次世界大戦の戦略級ゲーム。
1ターン＝半年:プレイ人数：ドイツ軍1人、連合軍アメリカ、ソ連2人の3人でプレイするのがベスト:セミハード・マップ * カウンターシート／1枚（160個） * ルールブック／16ページ:カウンターシート／1枚（160個）
◆第3号『SS Panzer：クルスク大戦車戦』
独ソ戦中のクルスク戦最大の激戦、プロホロフカ戦車戦を再現した作戦戦術級ゲーム。
セミハード・マップ／A1（フルマップ）1枚 * カウンターシート／2枚（320個）* ルールブック／20ページ* チャート集／1枚
価格3,990円(税込)
◆第4号『装甲擲弾兵』
西部戦線を戦術級で再現。
1983年にエポックから発売された同名戦術級ゲームのリメイク
セミハード・マップ／A3長形（両面マップ）4枚* カウンターシート／3枚（480個） * ルールブック／24ページ * シナリオシート／6枚（シナリオ11本+特点表）* チャート集／1枚
価格6,090円(税込)
◆第5号『アフリカン・キャンペーン』
1940年のコンパス作戦から、1942年のエル・アラメインの戦いまでを網羅したキャンペーン。
1ターンは半月* セミハード・マップ／A2長形 1枚* カウンターシート／1枚（約220個） * ルールブック／12ページ* 戦闘序列シート／2枚
◆第6号『東部戦線』
『装甲擲弾兵』の続編、1943年からドイツが降伏する45年春までの独ソ戦。
セミハード・マップ／A2長形両面 4枚* ベルリン市街戦マップ／A3 1枚* カウンターシート／4枚（駒640個） ルールブック／24ページ * チャート集／1枚* 得点表／1枚 * シナリオシート／6枚（シナリオ12本）
◆第7号『レジェンド・ビギンズ』
デザイナー、マーク・シモニッチ:Terran Games第3版,1994年
第二次大戦中の北アフリカ戦役。
マップ／A2変形 2枚* カウンターシート／2枚（駒560個）： ルールブック／28ページ： シナリオブック／16ページ：プレイ補助カード2枚：部隊編成カード2枚：判定チャート2枚
◆第8号『東部戦線の崩壊 死闘!北方軍集団／ブダペスト'45』
『ブダペスト'45』（コマンドマガジン第13号掲載）&『死闘！北方軍集団』（コマンドマガジン第34号掲載）収録作の再版。
『ブダペスト'45』：セミハードマップ／A1 2枚：カウンターシート／1枚（駒280個）：ルールブック／28ページ
『死闘！ 北方軍集団』： セミハードマップ／A2 2枚： カウンターシート／1枚（駒280個）： ルールブック／16ページ：プレイ補助チャート／2枚
◆第9弾『アジアン・フリート』
デザイン：篠原史也
日本近海、西太平洋域で想定されるアジア諸国の軍事的衝突を想定した海上作戦シミュレーションゲーム。
練習シナリオを含む9本のシナリオ
マップ A1サイズ 2枚:カウンター4枚（12.5mm 1枚／15mm 3枚）:プレイヤー補助チャート 2枚:ルールブック 1冊:シナリオブック 1冊:CAPディスプレイ 4枚:戦略航空作戦シート 2枚:補給記録シート 2枚
◆第10弾『大祖国戦争』（Russia Beseiged）
ゲームデザイン:Art Lupinacci :出版:L2 Design GroupArt Lupinacci:2004年
内容物 ・マップ 1120mm x 760mm 2枚 ・カウンター2枚（12.5mm 2枚／560個） ・プレイヤー補助チャート:両面カラー各2枚 合計4枚・ルールブック 1冊36ページ／カラー8ページ）・ドイツ軍戦闘序列 1枚・ロシア軍戦闘序列 1枚:プレイ時間 8時間から:プレイ人数 2人から
◆第11弾『旅順攻略／奉天決戦』
ゲームデザイン 記述無し
『奉天決戦』の日本版
発売日：2009年4月1日
◆第12弾『ウェイブ・オブ・テラー：バルジの戦い』
ゲームデザイン: John Desch
コマンドマガジン別冊第8号『Wave of Terror』の再版
マップA1サイズ2枚・カウンター3枚（12.5mm角）・ルールブック1冊・「ゲーム評論＆対戦記録 再録集」1冊
発売日：2011年10月30日
◆第13弾『ドイツ装甲軍団』
『スモレンスク攻防戦』（コマンドマガジン第74号収録作品・ゲームデザイン 平野茂）
『マーケット・ガーデン作戦』（コマンドマガジン第74号収録作品・ゲームデザイン 中黒靖）
『ガザラの戦い』（オリジナル・ゲームデザイン 中黒靖）
発売日：2013年10月25日
◆第14弾『レッドドラゴンライジング』
『レッドドラゴンライジング
ゲームデザイン：ブルース・コステロ
発売日：2017年8月30日
◆第17弾『元亀争乱』
『元亀争乱（ウォ―ゲーム日本史１８号収録作品）
ゲームデザイン：不明
発売日：2021年1月31日

## コマンドエトセトラ
精密戦術級ゲーム『アドバンスト・トブルク追加シナリオセット』
『アドバンスト・トブルク』に新たなシナリオ48本とカウンター、AFVデータを追加できるキット。
カウンターシート 1枚・地形オーバーレイ 4種・AFVカード 3枚・シナリオカード 24枚（両面印刷）
精密戦術級ゲーム『アドバンスト・トブルク』
第2次世界大戦の北アフリカ戦線が舞台の戦術級ゲーム。
* ユニット：6シート・1025個* マップ：フルマップ2枚 地形オーバーレイ一式 * 地形効果表：1枚 * シナリオ数：24（両面印刷24枚）* プレイ補助チャート：2枚* AFVカード：6シート（49車種）* 10面体ダイス：2個
コマンドベーシック『将門記〜承平天慶坂東大乱〜』
入門者向けゲーム。ウォーゲームというよりは、ファミリー向け歴史風味ボードゲームの類。
マップ/A2(ハーフサイズ)1枚 * カウンターシート/70個×1枚(25mm角) * ルールブック/16ページ (歴史解説5ページ、ルール7ページ、図解説明4ページ)
『インペリウム』
　ＧＤＷの「インペリウム」の復刻。
『アステロイド』
　ＧＤＷの「アステロイド」の復刻。

## Double Charge
原則付録ゲーム無し、ゲームの作戦研究誌。リプレイ・和訳ルールなど掲載。4号で終了。
| 発行年 | 号数   | 内容 |
| ------ | ------ | --- |
| 2003年 | 第01号 | Barbarossa to Berlin（GMT Games）のリプレイ/「Kesselschlacht」和訳ルール ほか                                                                                                   |
| 2003年 | 第02号 | 付録ゲーム60シリーズ『クルセイダー作戦』 ヒトラーズ・ラスト・ギャンブル（3W/ヨシカワ）の作戦研究/「North Wind Rain」和訳ルール ほか                                             |
| 2004年 | 第03号 | 付録ゲーム60シリーズ『信長公記』 北海道戦争（コマンドマガジン#50）の作戦研究/「Hegemon」和訳ルール ほか                                                                         |
| 2004年 | 第04号 | 付録ゲーム60シリーズ『三十年戦史』（デザイナー:中嶋真） 駒は付属せずコマンドマガジン第59号に添付。 Napoleonic Wars（GMT）のリプレイ/「Napoleon at the Berezina」和訳ルール ほか |

## Command Magazine 別冊
| 発行年 | 号数   | 内容                                                               | 備考 | デザイン                                |
| ------ | ------ | ------------------------------------------------------------------ | --- | --------------------------------------- |
| 1995年 | 第01号 | アレクサンドロスの戦い                                             | | マイク・マコーヴィッツ                  |
| 1996年 | 第02号 | 電撃戦1939                                                         | | タイ・ボンバ                            |
| 1996年 | 第03号 | 戦艦の戦い                                                         | | マイケル・スミス                        |
| 1996年 | 第04号 | ツィテダレ作戦──クルスクの決戦                                     | | 山崎雅弘                                |
| 1997年 | 第05号 | スターリングラード・ポケット                                       | | ディーン・N・エスイグ 山崎雅弘          |
| 1997年 | 第06号 | ミッドウェイ・キャンペーン                                         | 本誌第04号再版 | ベン・ナイト                            |
| 1997年 | 第07号 | シチリア撤退作戦                                                   | | スティーブ・ボーン                      |
| 1997年 | 第08号 | バルジの戦い──ウェイブ・オブ・テラー                               | | ジョン・デッシュ                        |
| 1998年 | 第09号 | パリ陥落1940                                                       | | タイ・ボンバ                            |
| 1998年 | 第10号 | イギリス本土決戦                                                   | | ディーン・ウェッブ                      |
| 1999年 | 第11号 | プラン・オレンジ──日本侵攻計画                                     | | マイケル・ベニホフ                      |
| 1999年 | 第12号 | マッカーサーの帰還：レイテ1944                                     | アヴァランチプレス社製品の日本語版 | ブライアン・ニップル                    |
| 1999年 | 第13号 | 日本機動部隊2                                                      | | 相曽裕樹                                |
| 2000年 | 第14号 | 総力戦                                                             | | Itsuki Kano                             |
| 2000年 | 第15号 | SGデザインキット                                                   | シミュレーションゲームの作成を手助けするツール集 ・マップ A全版（フルマップ） 2枚（うち無地1枚） ・カウンターシート 6枚 1辺12.5mmの駒132個/枚（うち無地1枚） ・シール 2枚 カウンターシートに貼り付ける陸・海・空軍の 主要兵器シルエットや補助マーク等 |                                         |
| 2000年 | 第16号 | バルジ大作戦                                                       | エポック社製品のライセンス版。本誌第23号再版 | 鈴木銀一郎                              |
| 2001年 | 第17号 | インペリウム                                                       | GDW社製品の日本語版 | フランク・チャドウィック マーク・ミラー |
| 2001年 | 第18号 | リング・オブ・ファイア                                             | 本誌第14号再版 | ジョン・デッシュ                        |
| 2002年 | 第19号 | 1948：日独最終決戦 『ミシシッピ・バンザイ』&『ブラック・ゴールド』 | 2 in 1。仮想戦記的ゲーム XTR社製品の日本語版 | タイ・ボンバ                            |
| 2002年 | 第20号 | WWI：1918&英国戦車軍団                                             | 2 in 1。「1918」は本誌第08号再版 | テッド・レイサー                        |